# Torre de la Calaforra (Elx)
La Torre de la Calaforra és una fortalesa d'origen islàmic concebuda com a torre de vigilància dins del seu emplaçament com a part de la muralla defensiva del període andalusí d'Elx.
L'edificació de la torre almohade data de finals del segle xii o principis del xiii. La torre de planta quadrangular defensava l'entrada des del camí procedent d'Alacant més important a la Vila Emmurallada. En la seua realització es van utilitzar murs de maçoneria revocats, amb carreus a la base i en les cantonades.
La fortalesa va albergar la lògia il·licitana número 149 i el dia de hui a les seues sales es pot contemplar en els sostres frescos i fins i tot en el terra símbols maçoneria.
Els afegits dels merlets i les finestres neoàrabs són del segle xix, amb il·luminació zenital.
Actualment és la seu de la Subdelegació del Govern de la Generalitat Valenciana.

## Història
La primera constància escrita que es té de la ciutat, prové de la demanda per part de Jaume I d'Aragó, que la ciutat rendís la Calaforra, quan aquesta va ser conquistada l'any 1296. Probablement la torre tingués més altures, així com dos cossos més, destruïts en el terratrèmol de 1829.
La casa senyorial adossada a la torre està datada al segle xvi i probablement fos utilitzada per l'almodí de la vila, ja que es té constància d'un acord del Consell de la vila de 20 d'agost de 1492 en el qual es resol la construcció d'un edifici annex a la torre que albergués un pes per controlar el blat abans de portar-ho a moldre. Es va construir a finals del segle xiii: durant tot aquest temps i diversos amos pel mig, ha romàs tancada per a tots els ciutadans d'Elx.